# Blins
Blins (italià Bellino, piemontès Blin) és un municipi italià, situat a la regió del Piemont. L'any 2007 tenia 158 habitants. Està situat a la Val Varacha, dins de les Valls Occitanes. Limita amb els municipis d'Acceglio, Casteldelfino, Elva i Pont e la Chanal.

## Administració
| Període | Identitat         | Partit        |
| ------- | ----------------- | ------------- |
| 2004-   | Guglielmo Richard | Llista cívica |